# Ørting Kirke
Ørting Kirke er en kirke i landsbyen Ørting syd for Odder. Tårnet blev bygget i 1891.
Døbefonten er en af de sjældnere, gotlandske importfonte fra omkring 1250, mens klokken er støbt af en Lübecker, Adam Planer, i 1742.
- Krucifiks fra 1225 oprindelig fra Ørting Kirke, nu på Nationalmuseet
- Set fra sydøst
- Romansk ligsten med korsmotiv, indmuret i korets sydmur